# Richmond Football Club

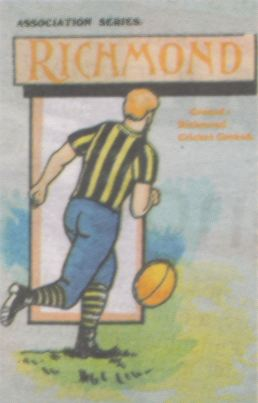
Una cromo antigua del Richmond Football Club

Richmond Football Club, apodados the Tigers, es un equipo de fútbol australiano profesional, que juega en la Australian Football League. Su sede se encuentra en el suburbio de Richmond, en el este de la ciudad de Melbourne, y juega en Melbourne Cricket Ground.
Al estar enclavada en una zona industrial, Richmond tiene un importante núcleo de aficionados dentro de la clase media y trabajadora, y lograron ser en 1972 el primer club en atraer a más de un millón de espectadores que acudieron al estadio a lo largo de una temporada regular. Durante toda su historia, la franquicia ha contado con múltiples altibajos en el plano deportivo y financiero.

## Historia
Aunque los orígenes del fútbol australiano en Richmond datan de la década de 1860, el equipo de fútbol no surge oficialmente hasta 1885. Pronto comienza a jugar en los campeonatos locales, pero no logra ingresar en la VFL (actual AFL) en 1897 debido a la situación económica local. Tras ganar varios campeonatos, el club entra en la gran liga en 1908. Su primera clasificación para la fase final la lograría en 1916, y en 1920 Richmond consiguió su primer campeonato. Desde 1927 hasta 1929 los Tigers llegaron a tres finales, y perdieron todas frente al mismo equipo y rival tradicional (Collingwood). Durante la década de 1930 obtendrían dos trofeos más, y se convirtieron en una de las potencias principales de este deporte.
Pero su situación cambia al término de la Segunda Guerra Mundial, cuando pasaron a ocupar sistemáticamente las últimas posiciones. En 1966 la llegada al banquillo de Tom Hafey cambia la marcha del club, imprimiento una mentalidad de ganar a toda costa que da resultado: en 1967 consiguen el campeonato al vencer a Geelong, sumando otro título dos años después. Durante la década de 1970 pasaron a volver a dominar la VFL. Su última liga la logró en 1980. Cuando la liga comienza su expansión, los Tigers realizaron una serie de malos movimientos que llevaron a la franquicia no solo al fracaso deportivo, sino al institucional y económico. La recesión económica del país llevó a la franquicia, cerca de la bancarrota, a estudiar opciones como un traslado a Brisbane que finalmente no se hizo efectivo.
Bajo un plan de contención económica, Richmond trata de recuperar la clasificación para las fases finales y estabilizar su situación como institución sin tener que trasladar la franquicia. 
En 2017, Richmond logró la liga otra vez. 

## Estadio
Richmond juega sus partidos como local en Melbourne Cricket Ground. Cuenta con capacidad para 100.000 personas. Hasta 1964, los Tigers disputaban sus partidos en Punt Road Oval, para 15.000 espectadores.

## Palmarés
- VFL/AFL: 13 (1920, 1921, 1932, 1934, 1943, 1967, 1969, 1973, 1974, 1980, 2017, 2019, 2020)
- Victorian Football Association: 2 (1902, 1905)
- Trofeo McClelland: 7 (1967, 1972, 1973, 1974, 1975, 1977, 1982)